# Issachar Ber Ryback

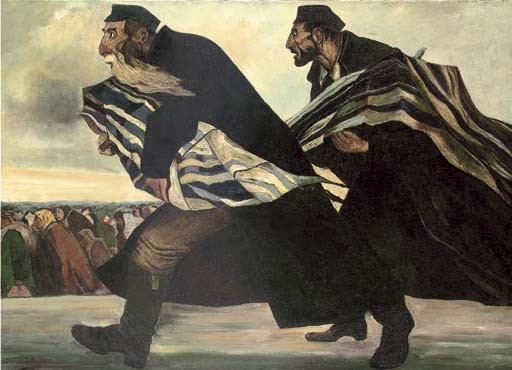
Pogrom

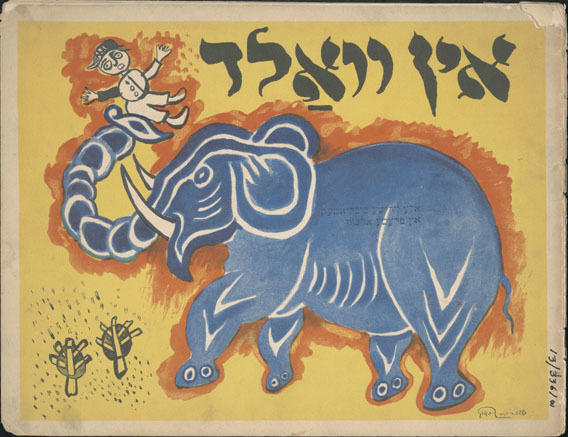
Titelillustration von Ryback zum Kinderbuch In Vald von Leib Kwitko (Berlin, 1922)

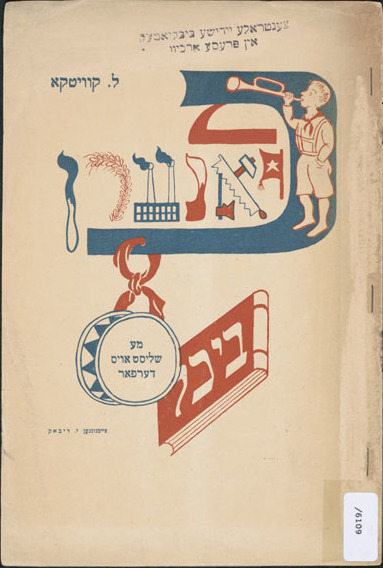
Illustration von Ryback zu Me shlisṭ oys derfar von Leib Kwitko (UdSSR, 1922)

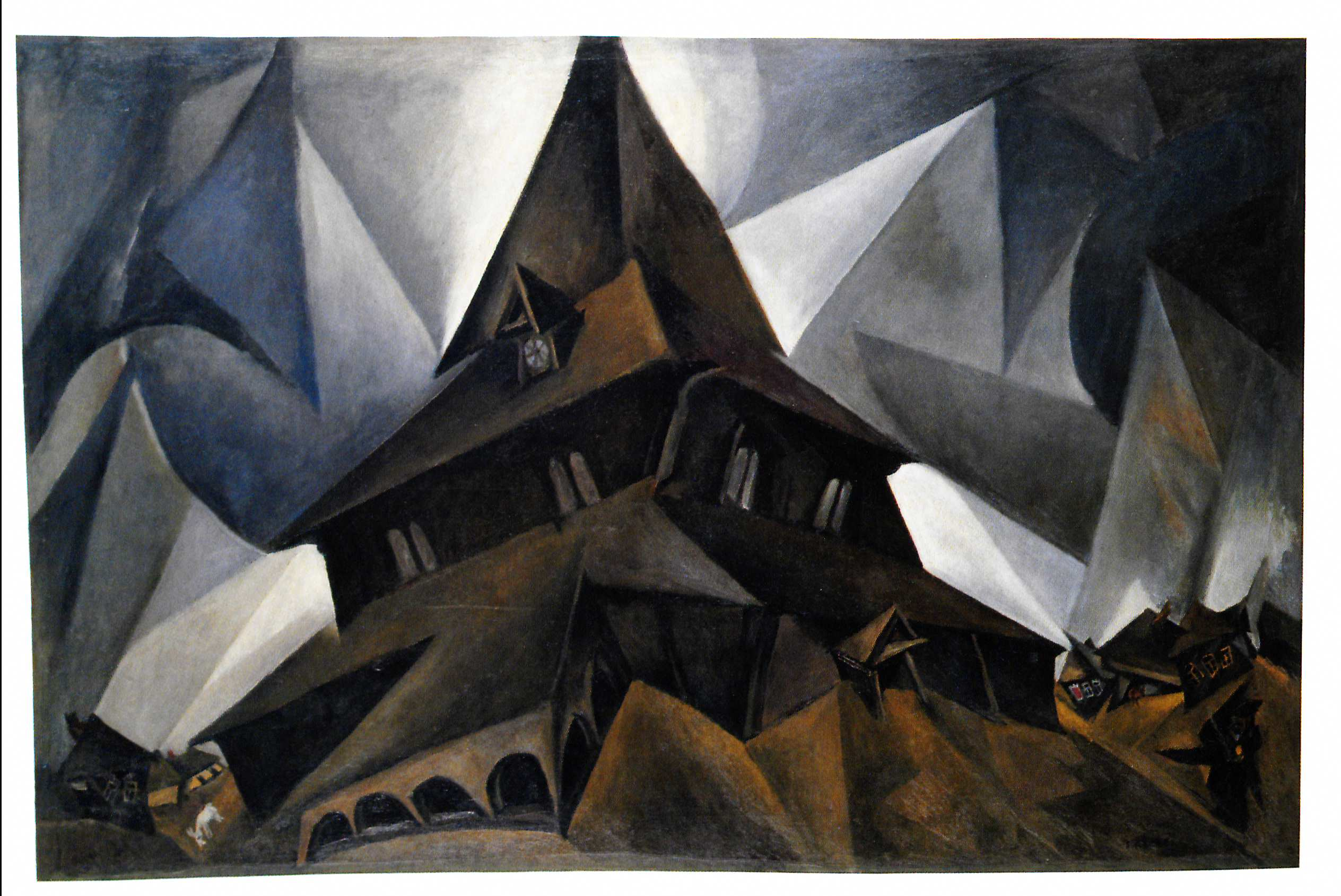
Die Synagoge in Dubrouna (1917)

Issachar Ber Ryback (auch Riback; geboren 2. Februar 1897 in Jelisawetgrad, Russisches Kaiserreich; gestorben 22. Dezember 1935 in Paris) war ein russisch-französischer Maler.

## Leben
Ryback besuchte die Kunstschule in Kiew bis 1916. Er schloss sich einer progressiven Malergruppe an und stand unter dem Einfluss von Verfechtern einer modernen jüdischen Literatur wie David Bergelson und David Hofstein; auch die Maler Alexander Bogomazow und Alexandra Exter, bei der er 1913 Unterricht hatte, hielten sich in der Zeit in Kiew auf. 1916 erhielt er mit El Lissitzky den Auftrag, jüdische Kunstdenkmäler aus den Schtetln der Ukraine und von Belarus aufzunehmen. Als er im Frühjahr 1917 in Moskau an einer Ausstellung jüdischer Maler und Bildhauer teilnahm, wurde seine Arbeit besonders hervorgehoben.
Nach der russischen Revolution war er an den vielfältigen Aktivitäten zur Neudefinition einer avantgardistischen jiddischen Kultur in der Sowjetunion beteiligt und ging dafür nach Moskau. Nachdem sein Vater bei Pogromen in der Ukraine von Petljuras Soldaten ermordet worden war, floh er im April 1921 nach Kaunas und erhielt im Oktober 1921 ein Visum für Deutschland. Bis 1924 war er in Berlin Mitglied der Novembergruppe und stellte seine im kubistischen Stil gehaltenen Bilder sowohl bei Berliner Secession als auch in der Juryfreien Kunstausstellung aus. Für Miriam Margolin illustrierte er drei kleine jiddische Märchenbücher, seine Schtetl-Lithografien wurden 1923 beim Schwellen-Verlag gedruckt. Für die inzwischen nach Berlin umgezogene jüdische Ausbildungsorganisation World ORT Union entwarf er das Logo. 1924 versuchte er noch einmal, in der Sowjetunion als Bühnenbildner für jiddische Theater zu arbeiten.
1926 emigrierte er endgültig nach Paris. 1928 hatte er eine Einzelausstellung in der „Galerie aux Quatre Chemins“ und 1929 in der „Galerie L’Art Contemporain“, sein Malstil orientierte sich nun an der expressionistischen Farbgebung der École de Paris der Zwischenkriegszeit. Weitere Einzelausstellungen folgten in Galerien in Den Haag, Rotterdam, Brüssel und Antwerpen. 1935 reiste er zur Ausstellungseröffnung nach Cambridge. Die von Georges Wildenstein in Paris organisierte Retrospektive erlebte er nicht mehr.
Ryback war ein Zeitgenosse der jüdisch-russischen Künstler El Lissitzky, Natan Issajewitsch Altman, Boris Aronson und Marc Chagall, die eine Wiederbelebung der jüdischen Tradition in der modernen Kunst anstrebten. Der Großteil seines Nachlasses befindet sich im Museum Ryback in Bat Yam in Israel und ist Teil des MoBY-Museumskomplexes.

## Schriften (Auswahl)
- Ausstellung. J. Ryback. Buch u. Kunstdruckerei Lutze und Vogt, Berlin 1923.
- A l'ombre du passe. Les Editions Graphiques, Paris 1932.
- Leib Kwitko: In Vald („Im Wald“), Zeichnungen von Issachar Ryback, Schwellen-Verlag, Berlin 1922. In Jiddisch und in deutscher Übersetzung enthalten in: David Bergelson, Lejb Kwitko, Peretz Markisch, Ber Smoliar: Der Galaganer Hahn: jiddische Kinderbücher aus Berlin; jiddisch und deutsch, Aus d. Jidd. übertr. und hrsg. von Andrej Jendrusch, Berlin: Ed. DODO, 2003 ISBN 3-934351-06-9
- Leib Kwitko: Voigelen („Vögel“), Zeichnungen von Issachar Ryback, Schwellen Verlag, Berlin 1922. In Jiddisch und in deutscher Übersetzung enthalten in: David Bergelson, Lejb Kwitko, Peretz Markisch, Ber Smoliar: Der Galaganer Hahn: jiddische Kinderbücher aus Berlin; jiddisch und deutsch, Aus d. Jidd. übertr. und hrsg. von Andrej Jendrusch, Berlin: Ed. DODO, 2003 ISBN 3-934351-06-9